# 王兆離

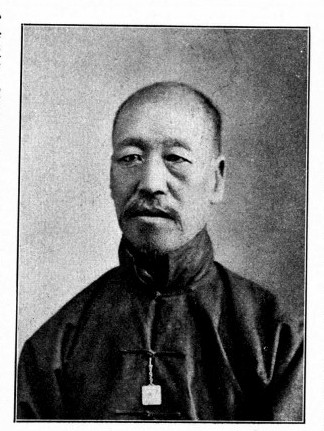
《民國之精華》中的王兆離照片

王兆離（1872年？—1942年），字伯明，陝西省扶風縣人。中国民主革命家，中華民國政治人物。

## 生平
早年受业于三原贺复斋、咸阳刘古愚。中光緒癸卯科舉人，此后先后在扶風縣高等小学校、凤翔中学校、西安中學校擔任教員。任职期间，常以满汉种族问题教导学生，号召学生加入中国同盟会。辛亥革命之际，王兆離在西路各县宣传革命，各界人士踊跃参加。中华民國成立后，当选为陕西臨時省議會議員。民國二年（1913年）一月，當選中華民國第一屆國會眾議院候補議員。民國二年二月，任陝西省教育科科員。民國二年五月，補眾議院議員。与林森过从甚密。國會解散后，歸鄉从事教育。袁世凯称帝，授意各省推选代表，陕西省当局推选王兆離，被王兆離拒绝。1916年，國會復會，再次赴北京任眾議院議員一職。民国七年（1918年），出席广州国会非常会议，旋随孙中山至上海，参预密谋。后来由于目疾，王兆離到北京就医，并拒绝曹锟贿选。民国三十一年（1942年）二月，在家中逝世，享年70岁。

## 家庭
王兆離有两个儿子：
- 子：王宪周
- 子：王宪昭